# Menjagrà becnegre
El menjagrà becnegre (Sporophila atrirostris) és un ocell de la família dels tràupids (Thraupidae).

## Hàbitat i distribució
Habita cantells de la selva pluvial, zones arbustives i humides a les terres baixes, del Perú oriental i nord de Bolívia.